# Kloster Andechs

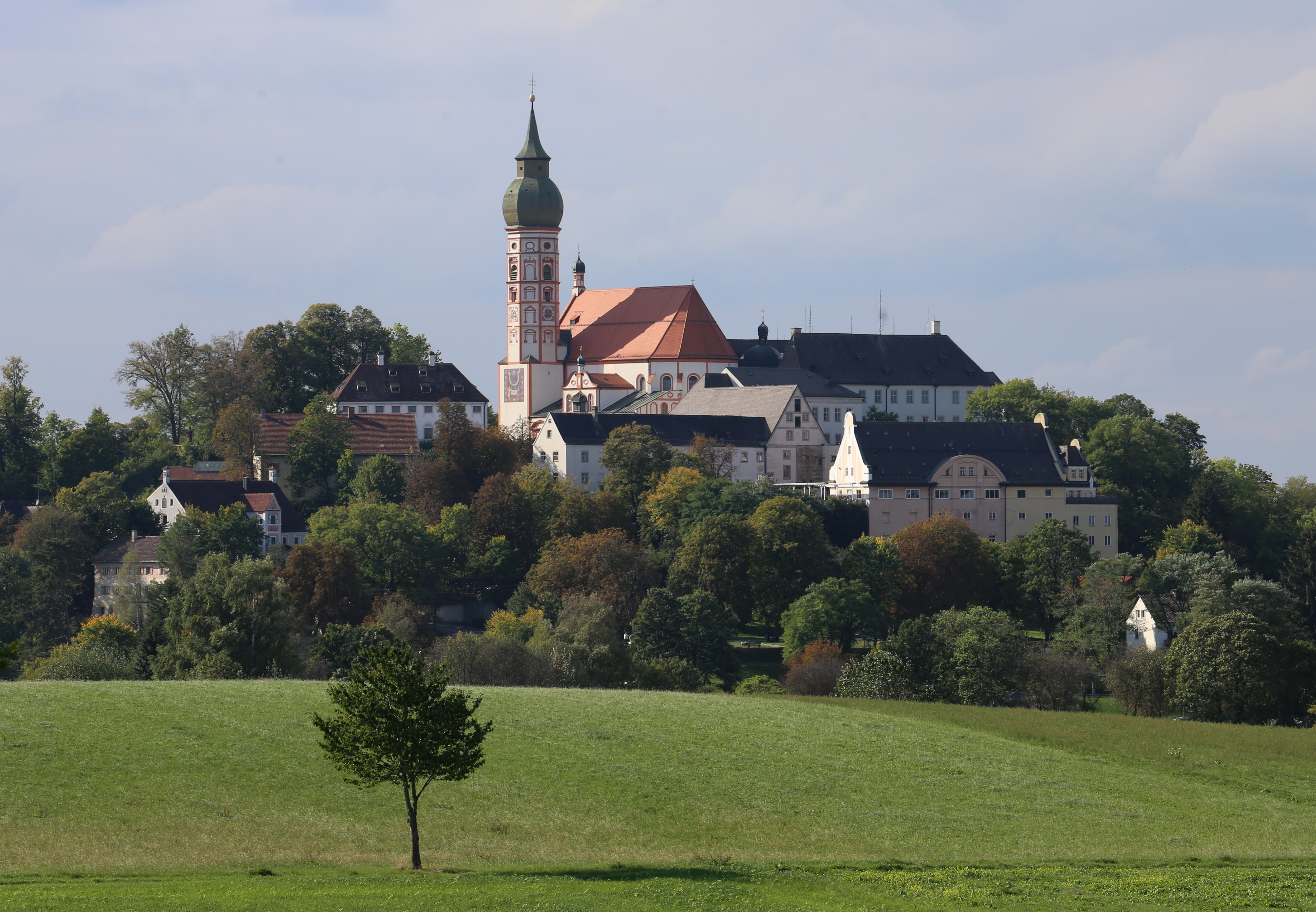
Kloster Andechs

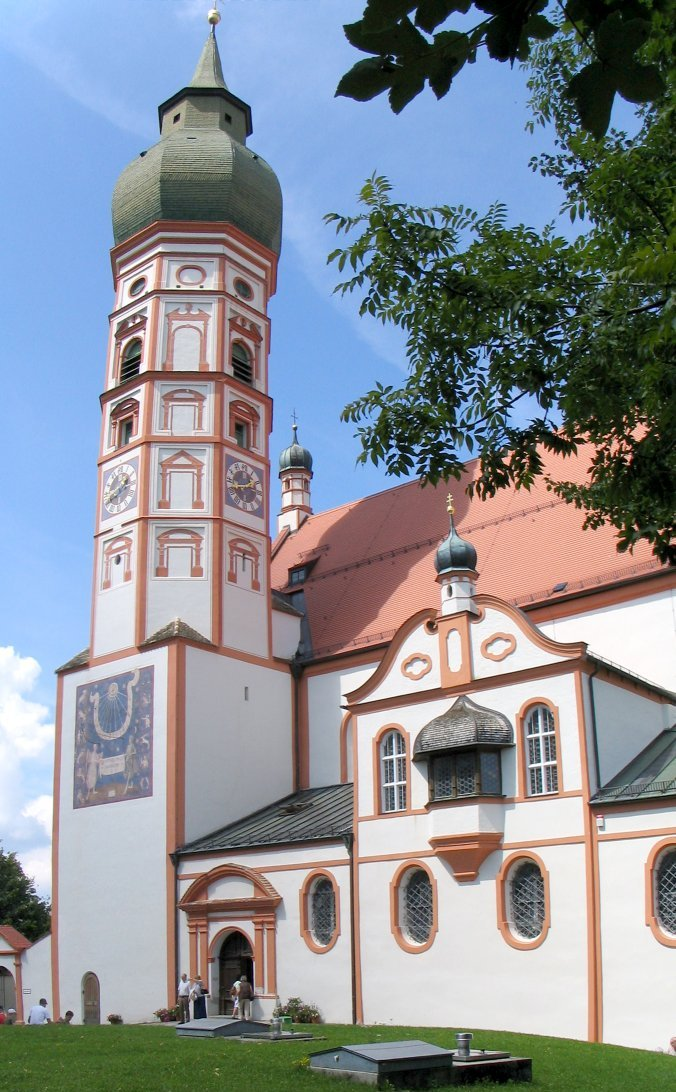
Kloster- und Wallfahrtskirche

Das Kloster Andechs ist ein Benediktinerkloster in der oberbayerischen Gemeinde Andechs. Es ist ein Priorat der Benediktinerabtei Sankt Bonifaz in München, befindet sich jedoch im Bistum Augsburg. Die Benediktinermönche auf dem „Heiligen Berg Bayerns“ betreuen eine der ältesten Wallfahrten in Bayern und finanzieren mit ihren Wirtschaftsbetrieben das wissenschaftliche, kulturelle und soziale Engagement der Abtei München und Andechs. Größter Wirtschaftsbetrieb der Abtei ist die Klosterbrauerei Andechs. Sie ist heute in Deutschland die größte von nur noch wenigen authentischen Klosterbrauereien, die durch eine existierende Ordensgemeinschaft konzernunabhängig geführt werden. Gebraut und abgefüllt wird nur vor Ort in Andechs. Das Bräustüberl des Klosters ist dank seiner Küche und des Bieres (Andechser) aus der Klosterbrauerei ein Magnet für Touristen und Einheimische.
Das Kloster entstand am Ort der Burg Andechs, des Stammsitzes der Grafen von Andechs, die in direkter Linie 1248 ausstarben. Die 1423 bis 1427 erbaute und ab 1751 von Johann Baptist Zimmermann im Rokokostil umgestaltete Kirche war als Wallfahrtskirche errichtet worden, um einen 1388 hier wieder aufgefundenen bedeutenden Reliquienschatz aufzunehmen. 1455 wurde hier durch Herzog Albrecht III. von Bayern-München ein Benediktinerkloster gegründet. Der „Heilige Berg“ Andechs ist nach Altötting der zweitgrößte Wallfahrtsort Bayerns.

## Geschichte

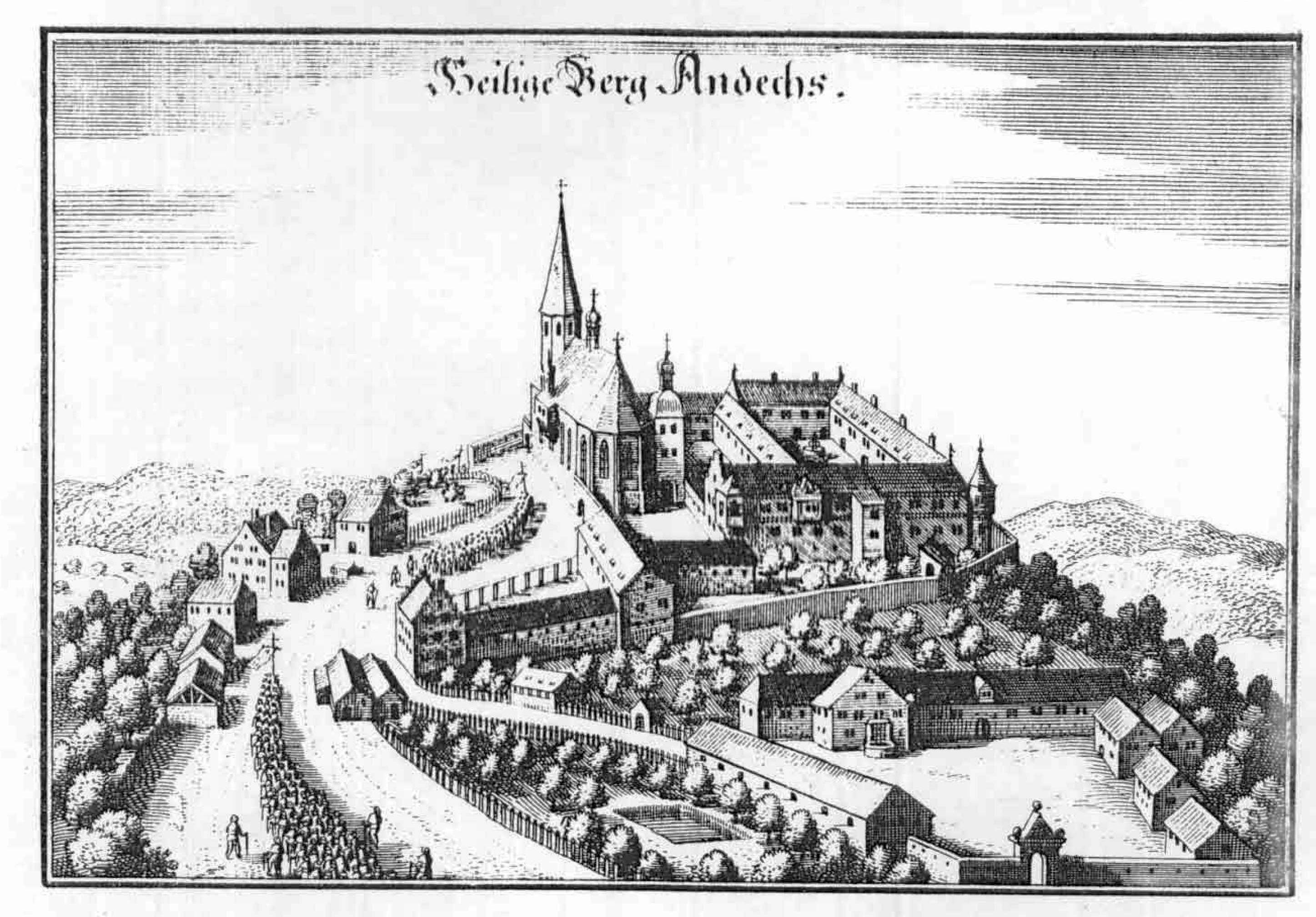
Ansicht des Klosters bei Merian 1665 im Zustand vor dem Brand 1669

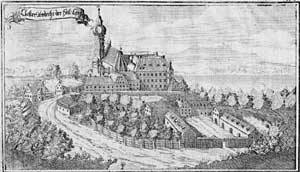
Ansicht des Klosters nach dem Brand aus dem „Churbaierischen Atlas“ des Anton Wilhelm Ertl 1687

### Reliquienfund und Anfänge der Wallfahrt

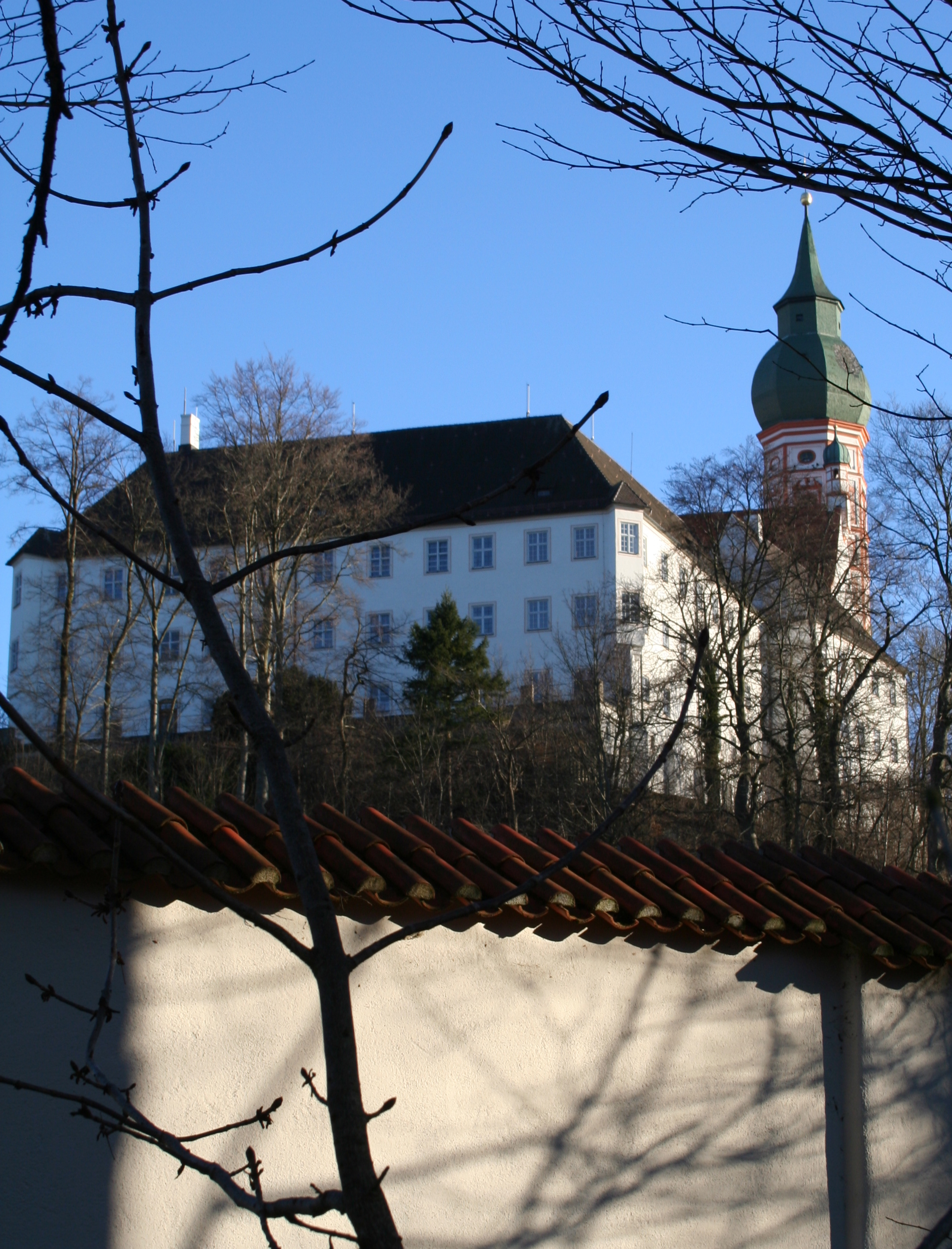
Kloster Andechs. Blick auf die 1670–1674 errichtete Klausur

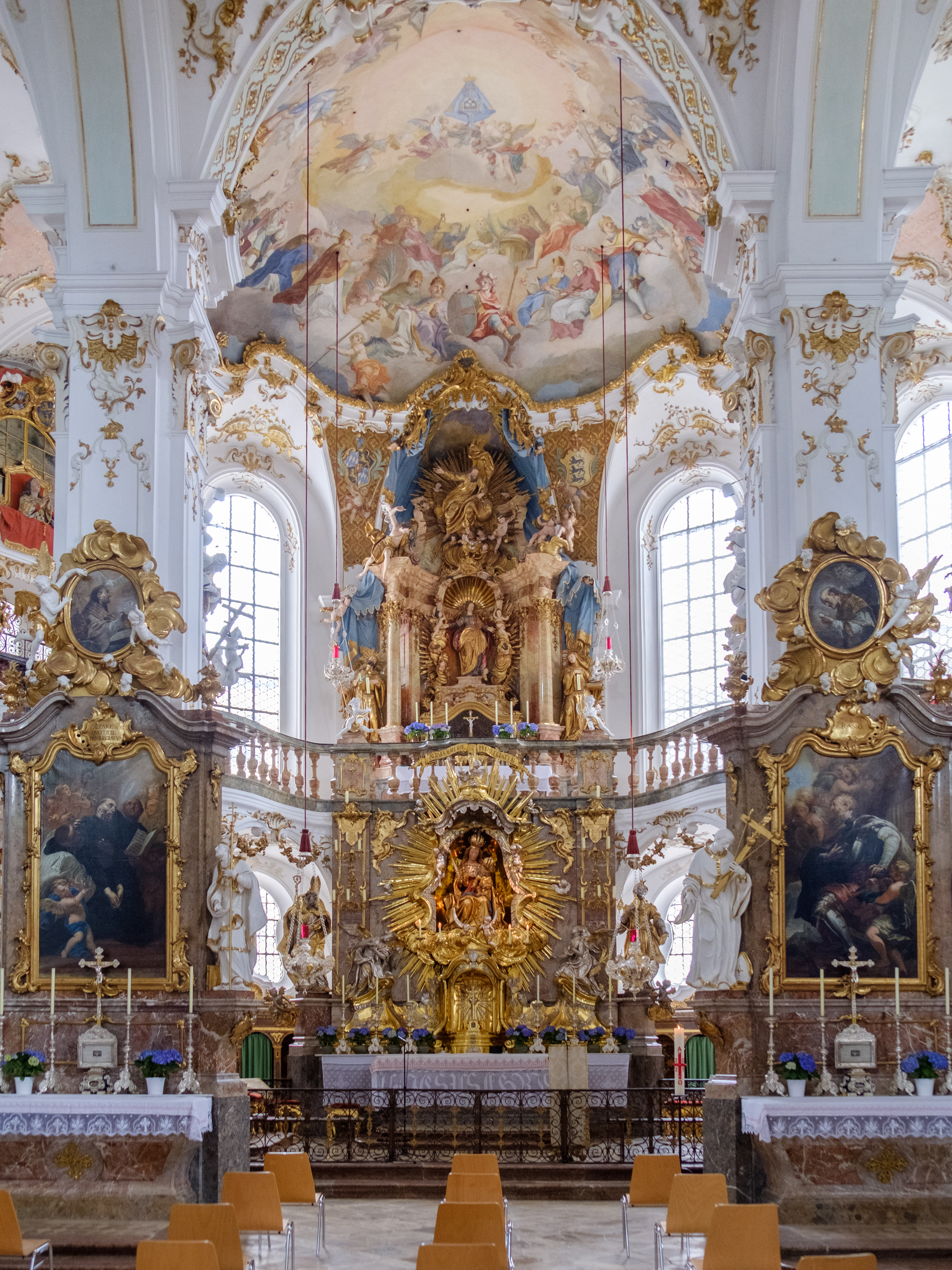
Innenraum der 1751–1755 umgestalteten Wallfahrtskirche

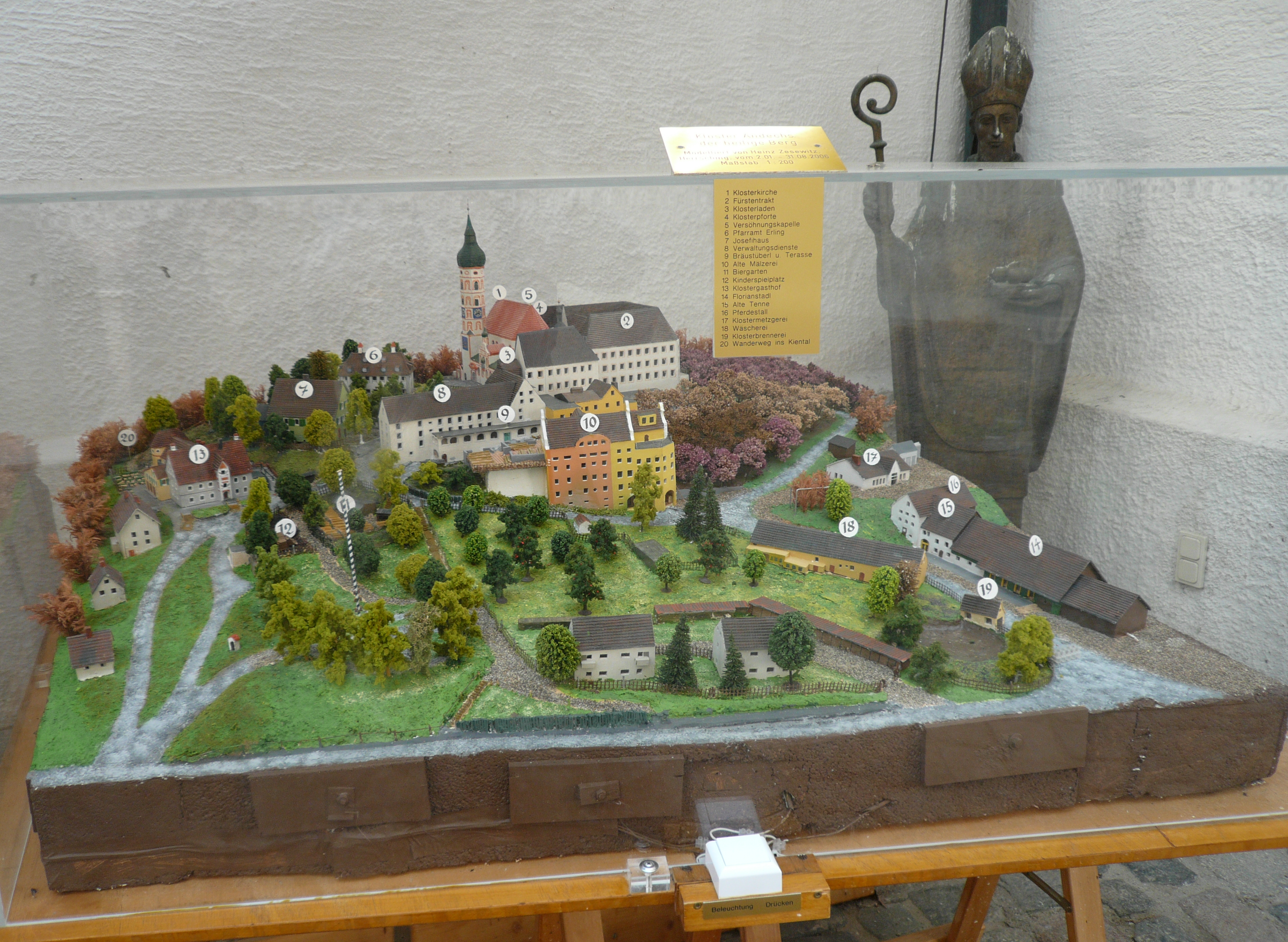
Modell der Klosteranlage Andechs

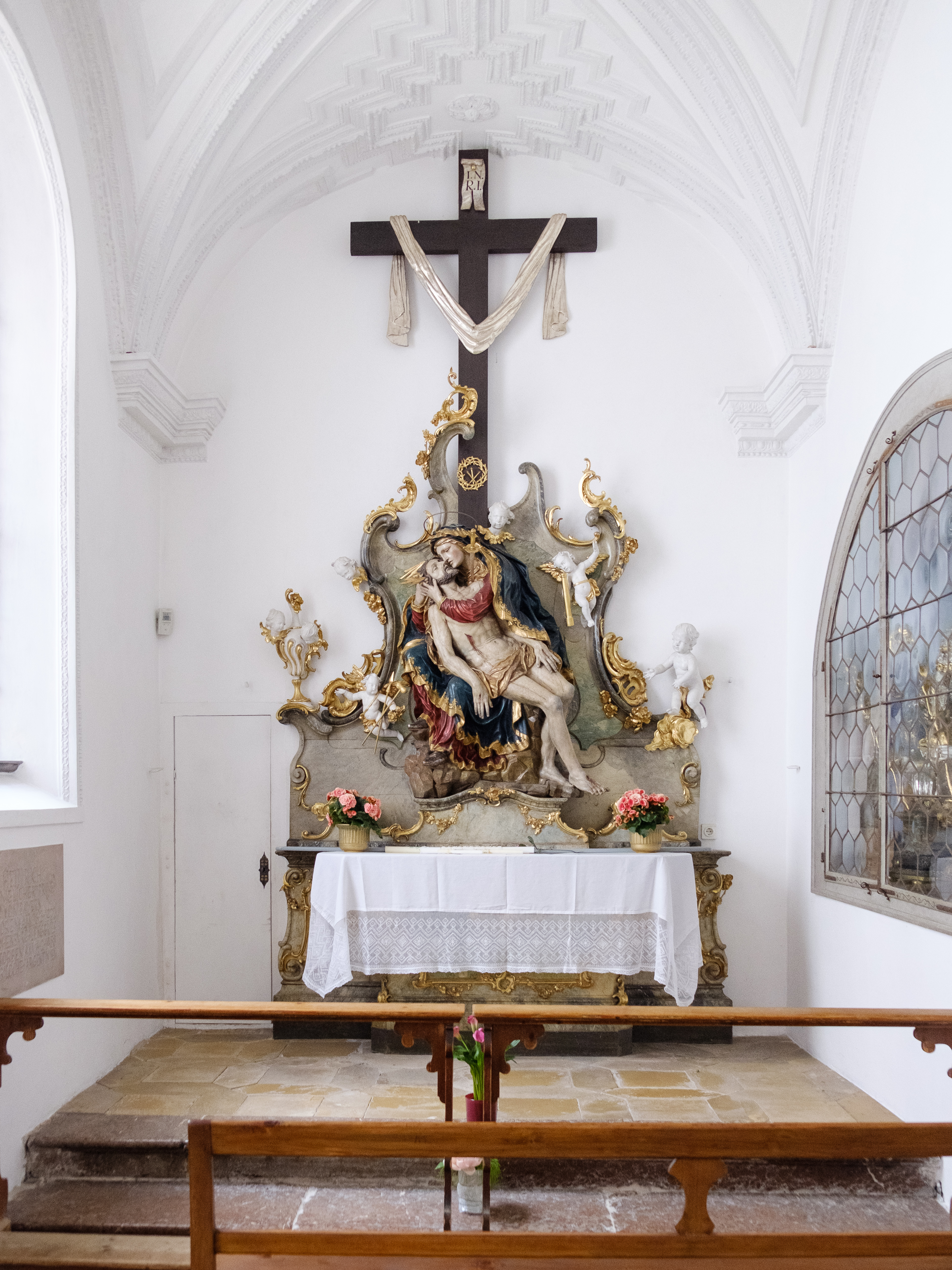
Schmerzhafte Kapelle in der Andechser Wallfahrtskirche

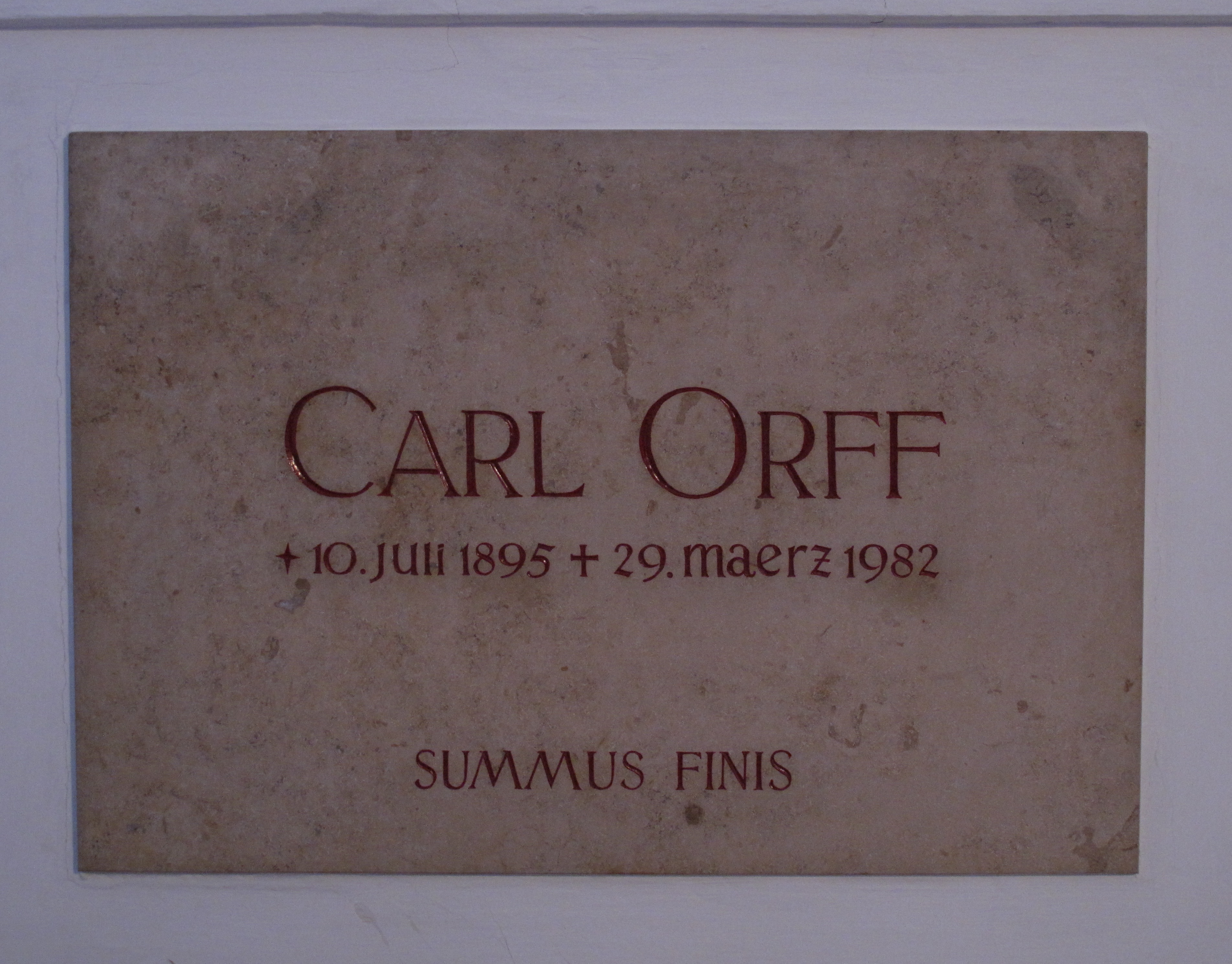
Wandtafel beim Grab von Carl Orff in der Andechser Klosterkirche

Am 26. Mai 1388 wurde ein bedeutender Reliquienschatz in einem Versteck unter dem Altar der ehemaligen Burgkapelle der 1248 zerstörten Burg Andechs entdeckt und als ehemaliger Schatz der Andechser Grafen angesehen. Er wurde zunächst nach München in die herzogliche Hofkapelle gebracht. 1394 kamen zunächst die Heiligen Drei Hostien nach Andechs zurück, später weitere Teile. Bald setzte eine rege Wallfahrt auf den Berg ein.
Damals wurde auch die Andechser Apothekenliste erstellt. Sie ist ein historisches Verzeichnis von Arzneimitteln und gibt einen Überblick über die Arzneimittel des ausgehenden Mittelalters.
Im Jahr 1416 wurde die alte Burgkapelle, die nun der Wallfahrt diente, dem Dießener Chorherrenstift unterstellt.
1423 bis 1427 ließen die Chorherren für die zahlreichen Wallfahrer eine dreischiffige spätgotische Hallenkirche erbauen. Bis 1425 kamen auch die noch fehlenden Reliquien nach Andechs zurück. Damals entstand auch der heute noch gebräuchliche Name Heiliger Berg. 1438 begründete Herzog Ernst zur Betreuung der Reliquien und der Pilger ein Chorherrenstift für Weltpriester und drängte so langsam den Dießener Einfluss zurück. Damals wurde auch der erste Gasthof am Heiligen Berg Andechs urkundlich erwähnt und begründete so eine lange Tradition auf Kloster Andechs.

### Benediktinerkloster 1455–1803
Wilhelm Dieperskircher, der damalige Abt des Klosters Benediktbeuern, wandelte kraft seines päpstlichen Auftrags im Beisein Herzog Albrechts III. von Bayern, der Äbte von Tegernsee, Ebersberg, Scheyern und Wessobrunn sowie der Pröpste von Ruttenbuch, Dießen und Pollling am 17. März 1455 das Chorherrenstift Andechs in ein Benediktinerkloster um. Der Herzog ließ im Norden der Kirche die notwendigen Klausurbauten errichten. 1458 erhielt Kloster Andechs seinen ersten Abt, Eberhard Stöcklin, und wurde damit unabhängig.
Am 3. Mai 1669 wurden fast das gesamte Kloster und die Kirche durch Feuer infolge eines Blitzschlages zerstört. Besonders betroffen waren neben der Kirche die Klausurbauten nördlich der Kirche und die Brauerei und Bäckerei östlich der Kirche. Weitgehend unbeschädigt blieb der Langbau von 1613 im  Südosten der Gesamtanlage. Der Wiederaufbau begann sofort und war bis 1674 abgeschlossen. Dabei wurden nach Aussage der Rechnungen die Fundamente der alten Klausur aus dem 15. Jahrhundert und ihr Südflügel im Erdgeschoss weiterverwendet. Der barocke Neubau ist heute noch weitgehend erhalten. Seine Pläne wurden 1670 von dem Münchener Hofbaumeister Marx Schinnagl (1612–1681) geliefert, die von dem Hofmaurermeister Kaspar Zuccalli mit einem Bautrupp unverzüglich umgesetzt wurden. Der Kirchturm, dessen zerstörte Glocken vorher in einem Oktogon auf Höhe des Kirchendaches gehangen hatten, wurde erhöht und erhielt die heute vorhandene kugelförmige Haube. Die neue, auf den alten Baulinien errichtete Klausur besaß drei Geschosse, die sich um einen Kreuzhof und Kreuzgang gruppierten. Im Westen und Norden waren in den beiden Obergeschossen die Zellen der Mönche angeordnet. Im Südflügel lag die Bibliothek. Im Ostflügel erstreckten sich über dem Refektorium im Erdgeschoss die Raumflucht des Abtes und die Fürstenzimmer für hochrangigen Besuch.
Zum 300-jährigen Jubiläum von Kirche und Kloster ließ Abt Bernhard Schütz 1751–1755 der Abteikirche durch Johann Baptist Zimmermann die heutige Rokoko-Ausstattung geben.
Im Zuge der Säkularisation in ganz Bayern 1803 wurde das Kloster Andechs aufgelöst. Kostbarkeiten wurden nach München verbracht. Auf der Suche danach wurde auch die Särge der Wittelsbacher aufgebrochen und Münzen, Perlen und sonstiger Schmuck entnommen. Die Wallfahrtskirche befindet sich seither im Besitz des Freistaates Bayern. Die privaten Besitzer des Klosters wechselten bis 1846 häufig-

### Benediktinerkloster seit 1850
1846 erwarb König Ludwig I. von Bayern die Gebäude und Güter des ehemaligen Klosters Andechs und stiftete es 1850 der von ihm gegründeten Benediktiner-Abtei St. Bonifaz in München.
Wilhelm Busch kehrte in jungen Jahren gern in Andechs ein und verarbeitete Eindrücke in seiner Frommen Helene: Hoch von gnadenreicher Stelle winkt die Schenke und Kapelle…
1929 wurden dem Kloster durch den Breslauer Kardinal Bertram die Schädelreliquien der Hl. Hedwig überlassen. Seit 1943 finden Hedwigswallfahrten statt.
In der Zeit des Zweiten Weltkriegs wurden in Andechs wertvolle Kulturgüter gelagert.
1964 wurden durch einen Brand in einem Nebengebäude des Klosters, in dem seit 1890 der Klosterladen untergebracht ist, der Dachstuhl und der Deckenstuck aus der Wessobrunner Schule völlig zerstört und das Gebäude stark beschädigt.
1977 richtete das Haus Wittelsbach in der Nähe der Wallfahrtskirche einen Familienfriedhof ein. Mehrere Angehörige des Hauses sind auch im Inneren der  Wallfahrtskirche bestattet, von denen Prinz Heinrich (1922–1958), ein in Argentinien verstorbener Sohn von Kronprinz Rupprecht, der letzte war. Sein Grab befindet sich in der Schmerzhaften Kapelle, einer Seitenkapelle der Wallfahrtskirche.
1982 wurde Carl Orff ebenfalls in der Schmerzhaften Kapelle bestattet. 
Zum 550-jährigen Jubiläum pilgerten im Jahre 2005 tausende Wallfahrer auf den Heiligen Berg. In diesem Jubiläumsjahr wurde auch die jahrelange Restaurierung der Wallfahrtskirche abgeschlossen und die neue Orgel der Firma Jann geweiht.

## Kloster Andechs als Unternehmen
Das Wirtschaftsgut umfasst Klosterbrauerei, Gastronomie, Landwirtschaft und ein Tagungs- und Kulturzentrum.

### Namens- und Markenrecht
Seit Jahren führt das Kloster Rechtsstreitigkeiten gegen verschiedene konkurrierende Lebensmittelhersteller um die Rechte am Namen „Andechs“. 2008 bestätigte der Bundesgerichtshof in einem höchstrichterlichen Urteil die Position des Klosters gegen die Bayerische Gastronomie AG, exklusive Rechte an der Marke „Der Andechser“ und der Firmierung „Kloster Andechs“ zu haben. Auch mit der Andechser Molkerei trug das Kloster einen siebenjährigen Rechtsstreit um die Exklusivität des Namensgebrauchs aus, den es aber letztlich verlor.

### Brauerei
Die Klosterbrauerei Andechs ist im Besitz der Benediktinerabtei Sankt Bonifaz in München und Andechs. Sie ist eine der wenigen Klosterbrauereien in Deutschland, die eine existierende Ordensgemeinschaft komplett konzernunabhängig führt. Der jährliche Bierausstoß beträgt über 100.000 Hektoliter Bier und umfasst inzwischen zehn Sorten, darunter seit 2016 ein alkoholfreies Weißbier.

### Gastronomie
Rund fünf Prozent des Ausstoßes des Andechser Klosterbieres wird auf dem Heiligen Berg im Andechser Bräustüberl, auf der Terrasse und im Klostergasthof ausgeschenkt.

### Lizenzgeber
Das Kloster vergibt Lizenzen, so dass Firmen im Rahmen von Produktpartnerschaften mit der Marke Kloster Andechs werben können. Nach eigener Auskunft steht dahinter immer eine Zusammenarbeit, die auch die Rezeptur der Produkte betrifft. Im Angebot sind neben Brot auch Schnupftabak und Speck.

### Carl Orff-Festspiele Andechs
Die weltweite Bedeutung des Werkes von Carl Orff und die Tatsache, dass Carl Orff auf eigenen Wunsch hin in der Schmerzhaften Kapelle der Wallfahrtskirche begraben liegt, empfand das Kloster als Verpflichtung, eine Basis für eine langfristige Pflege der Orffschen Werke am Hl. Berg zu legen. Daraus entstanden die Carl Orff-Festspiele Andechs als ein Musik- und Theaterfestival, das seit 1998 jährlich im Sommer, von Mai bis August, am Heiligen Berg unweit der Grabstätte von Carl Orff stattfand. Als Folge von Differenzen zwischen dem Kloster und der Carl-Orff-Stiftung wurden die Festspiele Ende Juli 2015 eingestellt.

## Personen
- Propst des Chorherrenstifts von 1438: Johann Ettendorfer[27]

### Äbte und Administratoren von Andechs bis zur Säkularisation
Benedikt (1455–1458), Administrator
- Eberhard Stöcklin aus Wolfratshausen (1458–1462)
- Johannes I. Hausmann aus Landsberg (1462–1475)
- Andreas Oertl aus Tölz (1475–1492)
- Johann II. von Schrattenbach aus Dietmannsried (geb. in Kaufbeuren) (1492–1521)
- Christoph Rieter, Edler von Bocksberg bei Wertingen (1521–1529)
- Johann III. Wiedemann (1530)

Benedikt Stickl (1530–1540), Administrator
Andreas und Eberhard, Chorherren von Polling (1541), Administratoren
- Johann IV. Seyfried (1561)
- Leonhard II. Hofmann (1561–1565)

Georg Gänsdorfer (1565–1568), Administrator
Georg Zimmermann (1568/1569), Administrator
Caspar Kübel (1569–1570), Administrator
Joachim Kircher (1570–1588), Administrator
- David Aichler aus Mindelheim (1588–1596), aus dem Kloster Ottobeuren postuliert
- Alexander Sautter (1596–1600), wurde Abt von Ottobeuren
- Johann V. Chrysostomus Huttler (1600–1610), gestorben im Alter von 35 Jahren an der Pest
- Michael Einslin (1610–1640)[28]
- Maurus I. Friesenegger (1640–1655)
- Cölestin Probst (1655–1665)
- Maurus II. Rambeck (1666–1685)
- Quirin Wessenauer (1685–1704)
- Maurus III. Braun (1705–1746)
- Bernhard Schütz aus Wessobrunn (1746–1759)
- Meinrad Moosmüller (1759–1767)
- Joseph Hörl (1767–1775)
- Johann VI. Baptist Bergmann (1755–1790)
- Gregor Rauch (1791–1803) († 25. März 1812)

### Äbte der Abtei Sankt Bonifaz in München und Andechs
- Paul Birker (1850–1854)
- Bonifaz von Haneberg (1854–1872)
- Benedikt Zenetti (1872–1904)
- Gregor Danner (1904–1919)
- Bonifaz Wöhrmüller (1919–1951)
- Hugo Lang (1951–1964)
- Odilo Lechner (1964–2003)
- Johannes Eckert (seit 2003)

### Weitere Personen
- P. Nonnosius Madlseder (1730–1797), Komponist
- Carl Orff (1895–1982), Komponist. Orff wohnte zuletzt in Sichtweite des Heiligen Berges Andechs und wurde auf eigenen Wunsch hin in der Schmerzhaften Kapelle, einer Seitenkapelle der Wallfahrtskirche, beigesetzt.
- P. Magnus Sattler (Oberer 1858–1873, Prior 1873–1900, † 1901)
- P. Augustin Engl (Prior 1900–24)
- P. Maurus Rath (Prior 1924–52)
- P. Daniel Gerritzen (Cellerar 1968–86, Prior 1976–82)
- P. Anselm Bilgri (Cellerar 1986–2004, Prior 1994–2004)[29]

## Andechs als Grablege der Wittelsbacher
Das Kloster Andechs diente den Wittelsbachern seit dem Mittelalter als Grabstätte. Eine Reihe von älteren Angehörigen des Hauses ist im Inneren der Wallfahrtskirche bestattet. An diese Tradition anknüpfend richtete das frühere bayerische Königshaus 1977 unter Herzog Albrecht einen eigenen Familienfriedhof in der Nähe der Wallfahrtskirche ein, der im selben Jahr mit der Überführung mehrerer Särge aus anderen Grablegen eingeweiht wurde. Die von hohen weißgetünchten Mauern umgebene Friedhofsanlage befindet sich im Süden des Klostergartens und ist heute die Hauptbegräbnisstätte der Wittelsbacher. Der Familienfriedhof ist nicht öffentlich zugänglich.

### Wallfahrtskirche
Im Inneren der Wallfahrtskirche sind bestattet:
1. Albrecht III., Herzog von Bayern-München (1401–1460) –  (Sohn von Herzog Ernst)
2. Johann IV., Herzog von Bayern-München (1437–1463) –  (Sohn von Herzog Albrecht III.)
3. Herzogin Anna (1420–1474) –  (Gemahlin von Herzog Albrecht III.)
4. Wolfgang (1451–1514) –  (Sohn von Herzog Albrecht III.)
5. Theodor (1526–1534) –  (Sohn von Herzog Wilhelm IV.)
6. Karl (*/† 1547) –  (Sohn von Herzog Albrecht V.)
7. Friedrich (1553–1554) –  (Sohn von Herzog Albrecht V.)
8. Christoph (*/† 1570) –  (Sohn von Herzog Wilhelm V.)
9. Christine (1571–1580) –  (Tochter von Herzog Wilhelm V.)
10. Karl (1580–1587) –  (Sohn von Herzog Wilhelm V.)
11. Prinz Heinrich (1922–1958) –  (Sohn von Kronprinz Rupprecht)

### Familienfriedhof
Auf dem Familienfriedhof sind bestattet:
1. Herzogin Maria, geb. Gräfin Drašković von Trakošćan (1904–1969) – (1. Gemahlin von Herzog Albrecht)
2. Prinz Konstantin (1920–1969) –  (Sohn von Prinz Adalbert)
3. Prinz Konrad (1883–1969) –  (Sohn von Prinz Leopold)
4. Prinz Adalbert (1886–1970) –  (Sohn von Prinz Ludwig Ferdinand)
5. Prinzessin Bona (1896–1971) –  (Gemahlin von Prinz Konrad)
6. Prinzessin Auguste, geb. Gräfin von Seefried auf Buttenheim (1899–1978) –  (Gemahlin von Prinz Adalbert)
7. Herzogin Marie Jenke Eugenie, geb. Gräfin Keglevich von Buzin (1921–1983) –  (2. Gemahlin von Herzog Albrecht)
8. Prinzessin Maria del Pilar (1891–1987) –  (Tochter von Prinz Ludwig Ferdinand) [31]
9. Herzog Albrecht (1905–1996) –  (Sohn von Kronprinz Rupprecht)
10. Prinz Eugen Leopold (1925–1997) –  (Sohn von Prinz Konrad)[31]
11. Prinz Ludwig (1913–2008) – (Sohn von Prinz Franz)
12. Prinzessin Irmingard (1923–2010) – (Gemahlin von Prinz Ludwig)[15]
13. Prinz Rasso (1926–2011) – (Sohn von Prinz Franz)[32]

Von diesen Personen waren Prinz Konrad, Prinz Konstantin, Prinz Adalbert und Prinzessin Bona zunächst in St. Michael (München) bestattet und wurden 1977 hierher überführt.
Siehe auch: Grabstätten europäischer Monarchen